# Albert Beckaert
Albert Beckaert (* 10. Juni 1910 in Moorsele; † 29. Mai 1980 in Kortrijk) war ein belgischer Radrennfahrer.

## Sportliche Laufbahn
Beckaert war im Straßenradsport aktiv. Von 1936 bis 1939 war er Berufsfahrer. 1936 siegte er im Eintagesrennen Lüttich–Bastogne–Lüttich vor Gilbert Levae. Auch Deurle–Oudenaarde gewann er in jenem Jahr. 1937 war seine erfolgreichste Saison. Er gewann Paris–Brüssel vor Frans Bonduel, den Circuit du Pas de Calais mit zwei Tageserfolgen, Paris–Rennes sowie eine Etappe bei Paris–Nizza. Im Giro d’Italia 1939 wurde er 42. der Gesamtwertung.
In seiner Heimatstadt wurde das Rennen Grote Prijs Albert Beckaert zu seinen Ehren veranstaltet.